# Sérgio Cabral
Sérgio Cabral, all'anagrafe Sérgio de Oliveira Cabral Santos (Rio de Janeiro, 27 maggio 1937 – Rio de Janeiro, 14 luglio 2024), è stato un giornalista, scrittore e politico brasiliano.

## Biografia
Nato nel quartiere di Cascadura, a Rio de Janeiro, perse il padre all'età di quattro anni. Iniziò la sua carriera nel 1957 come reporter di cronaca nera per il giornale Diário da Noite. Durante la dittatura militare fu temporaneamente arrestato per il suo attivismo antifascista.
Compose numerosi pezzi per vari artisti e tra il 1973 e il 1981 fu anche produttore discografico. Pubblicò diversi libri, in particolare biografie di musicisti e attori.
Fu consigliere comunale di Rio per tre legislature, dal 1983 al 1993, anno in cui venne nominato consigliere presso la Corte dei conti municipale, carica da lui tenuta fino al 2007.
Lavorò a lungo per TV Globo, dove, tra l'altro, fece parte della giuria specializzata nella valutazione delle scuole di samba, venendo considerato come il giudice più severo, essendo solito assegnare il punteggio massimo solo alle presentazioni antologiche. Fu commentatore del carnevale su TVE nel 1980 e su TV Manchete, nel 1984, 1987, 1989 e 1990.
Sérgio Cabral morì il 14 luglio 2024 all'età di 87 anni a causa di un enfisema polmonare. Da tempo affetto anche della malattia di Alzheimer, che negli ultimi tempi lo privò quasi completamente della lucidità, venne ricoverato presso la Clínica São Vicente di Gávea a Rio de Janeiro; la notizia del decesso venne confermata dal figlio Sérgio. Il presidente Luiz Inácio Lula da Silva pubblicò una nota di cordoglio per la morte di Cabral, elogiando anche i contributi del giornalista alla cultura brasiliana.

## Pubblicazioni
- As Escolas de Samba - o que, quem, onde, como, quando e porque (1974)
- Pixinguinha, Vida e Obra (1977)
- ABC do Sérgio Cabral (1979)
- Tom Jobim (1987)
- No Tempo de Almirante (1991)
- No Tempo de Ari Barroso (1993)
- Elisete Cardoso, Vida e Obra (1994)
- As Escolas de Samba do Rio de Janeiro (1996)
- A Música Popular Brasileira na Era do Rádio (1996)
- Pixinguinha Vida e Obra (1997)
- Antonio Carlos Jobim - Uma biografia (1997)
- Livro do Centenário do Clube de Regatas Vasco da Gama (1998)
- Mangueira - Nação Verde e Rosa (1998)
- Nara Leão - Uma biografia (1991)
- Quanto Mais Cinema Melhor - Uma biografia de Carlos Manga (2006)
- Grande Otelo - Uma biografia (2007)
- Ataulfo Alves (2009)